# Mesitovití
Mesitovití (Mesitornithidae) je skupina tří druhů madagaskarských ptáků někdy řazená jako zvláštní podřád Mesitornithes do krátkokřídlých (Gruiformes) nebo jako příbuzná měkkozobým (Columbiformes). Jsou velcí 30 – 32 cm. Mají malou hlavu, dlouhý široký ocas a zakulacená křídla. Mají silné nohy, pohybují se hlavně po zemi, létají snad jen při hřadování na stromech. Mladí ptáci mají stejné zbarvení jako dospělci, pohlavní rozdíly ve zbarvení pohlaví má pouze mesit Benschův. Rod Mesitornis obývá lesy, Monias polopouště.

## Potrava
Živí se hmyzem, plody i semeny.

## Rozmnožování
Samice snáší 1 – 3 velká vejce.

## Seznam druhů
- rod Mesitornis
  - mesit běloprsý (Mesitornis variegata)
  - mesit hnědý (Mesitornis unicolor)
- rod Monias
  - mesit Benschův (Monias benschi)

Všechny druhy vede IUCN jako zranitelné (květen 2021).